# Данкнер, Амнон
Амнон Данкнер (5 февраля 1946, Иерусалим, Британский мандат в Палестине — 5 апреля 2013, Рамат-ха-Шарон, Израиль) — известный израильский писатель и журналист. Работал пресс-секретарем министерства образования и культуры, Еврейского агентства, а также в газетах «Давар», «Хадашот», «Га-Арец», «Маарив». В газете «Маарив» он занимал пост главного редактора на протяжении 6 лет.

## Биография
Родился в семье выходцев из Польши, соблюдавших еврейские традиции, но вместе с тем придерживающихся современных взглядов. Родители Амнона были владельцами популярного в своё время в Иерусалиме кафе «Алленби», где собиралась самая разношерстная публика. Маленького Амнона родители отдали в сионистско-религиозную школу движения «Мизрахи» и, будучи ещё ребёнком, он уже начал принимать активное участие в написании статей для школьной газеты.
По окончании религиозной школы Амнон призвался на службу в бригаду НАХАЛЬ. После армии изучал право в Иерусалимском еврейском университете и получил степень по юриспруденции. Во время учёбы он работал пресс-секретарем в министерстве образования и культуры, возглавляемым тогда Игалем Алоном, а затем — в еврейском агентстве Сохнут. В 1976 году Амнон Данкнер оставил государственную службу и посвятил себя исключительно журналистике. Его карьера на этом поприще началась с должности корреспондента в газете «Га-Арец».
Также он работал в газетах «Давар» и «Хадашот», а в 1997 году перешёл в «Маарив». В 2002 году Амнон был назначен главным редактором этой газеты и занимал эту должность в течение 6 лет до выхода на пенсию в 2007 году. Великолепная карьера журналиста не мешала Амнону Данкнеру с успехом участвовать в популярном политическом телешоу Первого канала израильского телевидения «Пополитика» на стороне Йосефа (Томи) Лапида, а также в политической программе 10 канала «Совет мудрецов».
Амнон Данкнер известен и как актёр. В телесериале «Полищук» он исполнял роль министра юстиции Хоми Шалита.
Он был женат на Мири Данкнер, от которой у него родилось два сына: Йоав и Итай. Хотя Амнон Данкнер очень любил Иерусалим и предпочитал жить там, по настоянию жены они переехали в Рамат-ха-Шарон.
На 68-м году жизни в своём доме в Рамат ха-Шароне известный писатель и журналист Амнон Данкнер скончался. Причиной смерти стал сердечный приступ, хотя и вызванная команда скорой помощи в течение полутора часов боролась за его жизнь, в конце концов была вынуждена констатировать смерть. У покойного остались жена, два сына и пять внуков.

## Творчество
В 2001 году Амнон Данкнер был удостоен Израильской премии за критику СМИ им. Абрамовича. Кроме многочисленных репортажей, колонок, журналистских расследований, писал Амнон ещё и книги. Среди его произведений: скандальная биография Дана Бен-Амоца, памятник эпохе и человеку, а также множество других романов и рассказов. К сожалению, на русский язык переведено лишь одно его произведение «Рассказ о невероятном приключении, в котором были замешаны дедушкины носки и рассеянный Президент государства». Повествование в этом рассказе ведётся от первого лица. Дедушка рассказчика после смерти жены повредился в рассудке и вбил себе в голову, что за ним охотится гестапо. Проживая в доме как раз напротив израильского парламента, дедушка всякий раз вздрагивал и терял покой при звуках команд на демонстрациях. Так, в один из дней рождения парламента, когда около здания выстроились вооружённые гвардейцы, а весь народ от мала до велика хлопал и возбуждённо кричал, приветствуя президента Бен-Цви, в дверь квартиры, где жил дедушка с родственниками, постучали… Сделав вывод, что это непременно гестаповцы, пришедшие его арестовать, дедушка выбежал на балкон. А потом, на удивление внуков, он сделал то немногое, что мог сделать в таких обстоятельствах — он размахнулся и швырнул свёрнутые клубком носки в голову самого Бен-Цви. Сам же президент поступил ещё неожиданнее. Решив, что это носки, которые он забыл надеть под ботинки, он сунул их в карман, а во время торжества старался незаметно надеть их на ноги. Но закончилась это история всё же плохо. Дедушка, хоть и вылечился от помешательства, потом заболел серьёзной болезнью и умер. На его наследство родственники сделали навес над балконом, который, во время очередного торжества, сорвался с места и упал прямо на караульных гвардейцев. После того случая парламент перебрался в новое здание вдали от городской толчеи, а улица рассказчика снова стала обыкновенной иерусалимской улицей.

## Произведения
- рассказы:

1. Берман, почему ты так со мной (1982)
2. Лето Рины Остер (1996)
3. Дни и ночи тети Эвы (2008)
4. Волшебное вмешательство Авеля Гагина (2011)

- детективы:

1. Не стреляйте президента (1980)
2. Шерман зимою (1996)
3. Человек без костей (2001)

- юмористические и сатирические произведения:

1. Огурцы предпочтительные для мужчины, потому что..
2. Газон соседа всегда зеленее (1997)

- разное:

1. Аврика,Африка (1988)
2. Рассказ о невероятном приключении, в котором были замешаны дедушкины носки и рассеянный Президент государства
3. Где мы были и что делали? (1996)
4. Биография писателя и журналиста Дана Бен-Амоца

## Переводы на русский
- Рассказ о невероятном приключении, в котором были замешаны дедушкины носки и рассеянный Президент государства